# Tustumena-Gletscher
Der Tustumena-Gletscher ist ein Gletscher, der auf der Kenai-Halbinsel im Westen Alaskas liegt. 
Der etwa 32 km lange Tustumena hat seinen Ursprung im Harding Icefield und speist mit seinem Schmelzwasser den Tustumena Lake. Das Eis des Gletschers ist im Rückgang begriffen.